# Speak & Spell

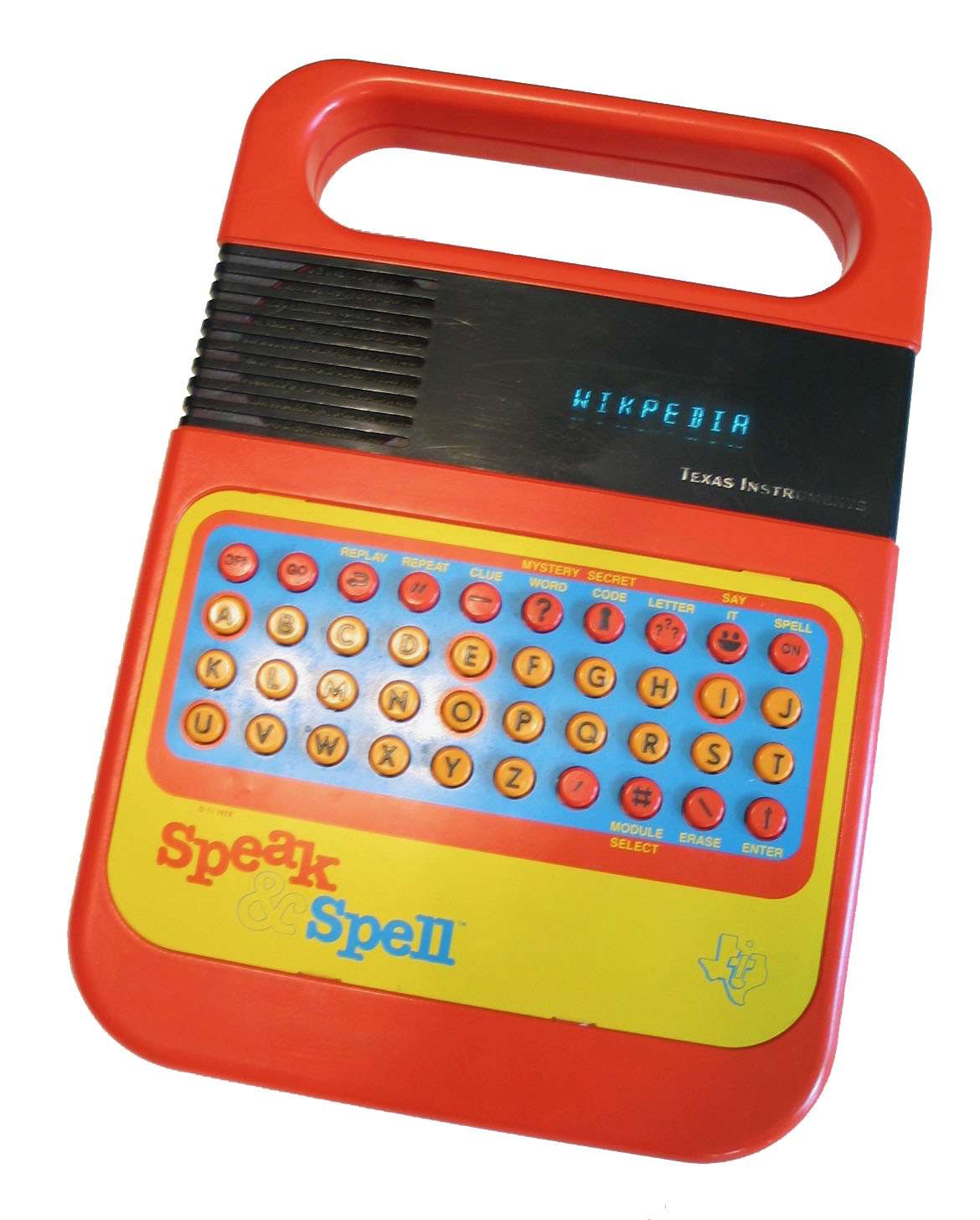
Speak & Spell

Speak & Spell是德州仪器生产的一系列手持式电子儿童计算机，它包含一个TMC0280线性预测编码语音合成器、一个键盘以及插槽。这款玩具聲稱可以帮助7岁以上儿童学习拼写和发音。 第一款 Speak & Spell于1978年6月在夏季消費電子展上推出。2009年，Speak & Spell入選IEEE 里程碑。 